# Charlotte Frogner
Charlotte Frogner (Aurskog-Høland, 9 de abril de 1981) é uma atriz norueguesa, mais conhecida fora da Noruega por seu papel no filme Zumbis na Neve (2009). 

## Prêmios e indicações
2008: Kosmorama Trondheim internasjonale filmfestiva
1. Melhor Atriz - Indicada por 5 Lies[1]

2009: Seoul International Drama Awards
1. Melhor Atriz - Venceu por Hvaler[2]